# Pristimera delagoensis
Pristimera delagoensis är en benvedsväxtart som först beskrevs av Ludwig Eduard Theodor Loesener, och fick sitt nu gällande namn av R.H.Archer. Pristimera delagoensis ingår i släktet Pristimera och familjen Celastraceae. Utöver nominatformen finns också underarten P. d. ritschardii.